# 高橋温
高橋 温（たかはし あつし、1941年7月23日 - ）は、日本の経営者。住友信託銀行社長・会長を務めた。岩手県岩手郡松尾村（現・八幡平市）出身。

## 来歴・人物
岩手県立盛岡第一高等学校を経て、1965年に京都大学法学部を卒業し、住友信託銀行に入行した。1991年6月に取締役に就任し、1993年6月に常務、1997年6月に専務を経て、1998年3月に社長に就任。2005年6月に会長を経て、2011年4月には相談役に就任。
2007年6月に京阪電気鉄道社外取締役に就任。
岳父は通産省大臣官房審議官の池永光弥、光弥の母方叔父に青柳瑞穂がいる。